# 碓氷第三橋梁

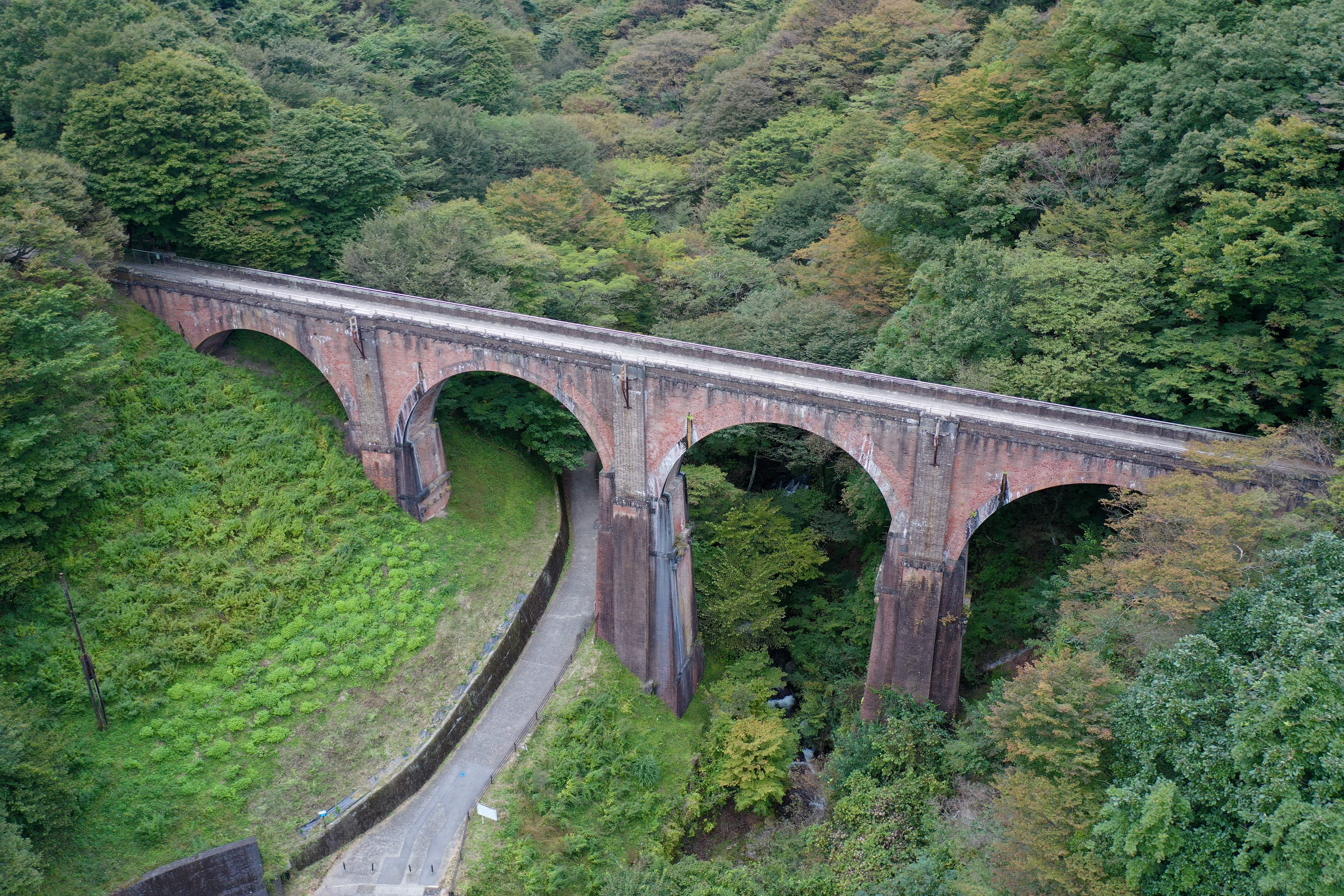
碓氷第三橋梁 2024年航空撮影

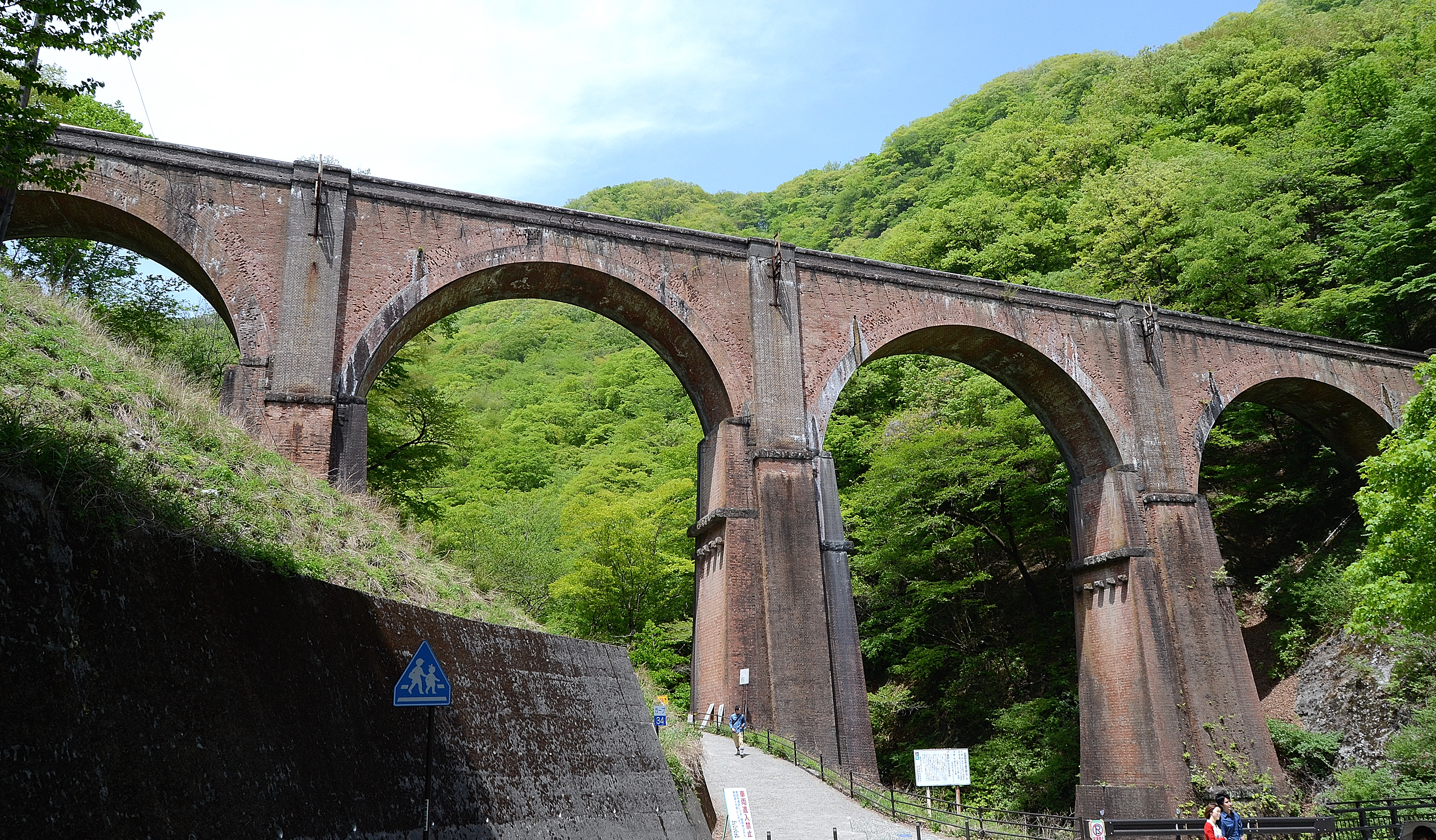
碓氷第三橋梁 2015年撮影

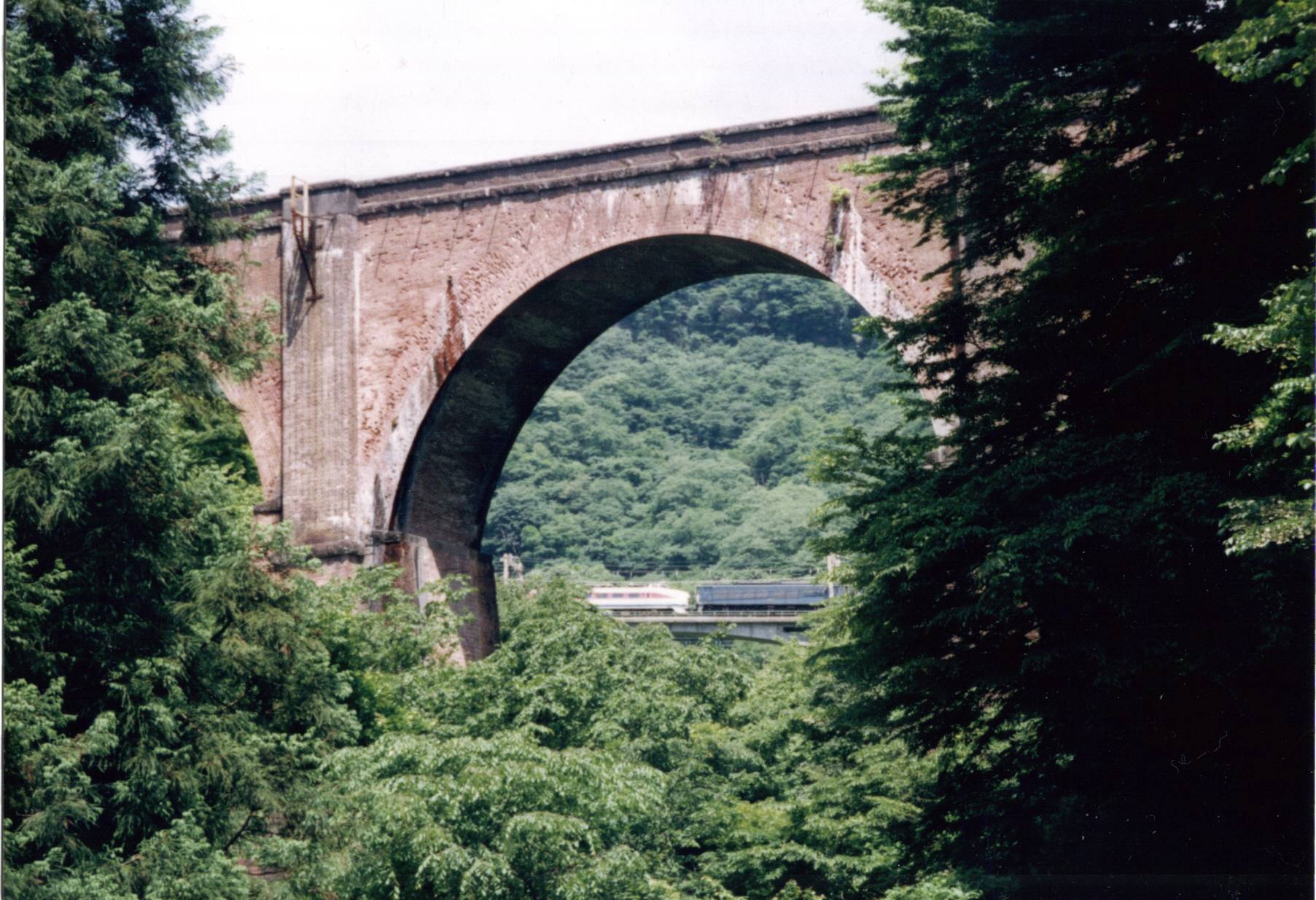
1997年撮影 奥に新線と通過中の列車が見える

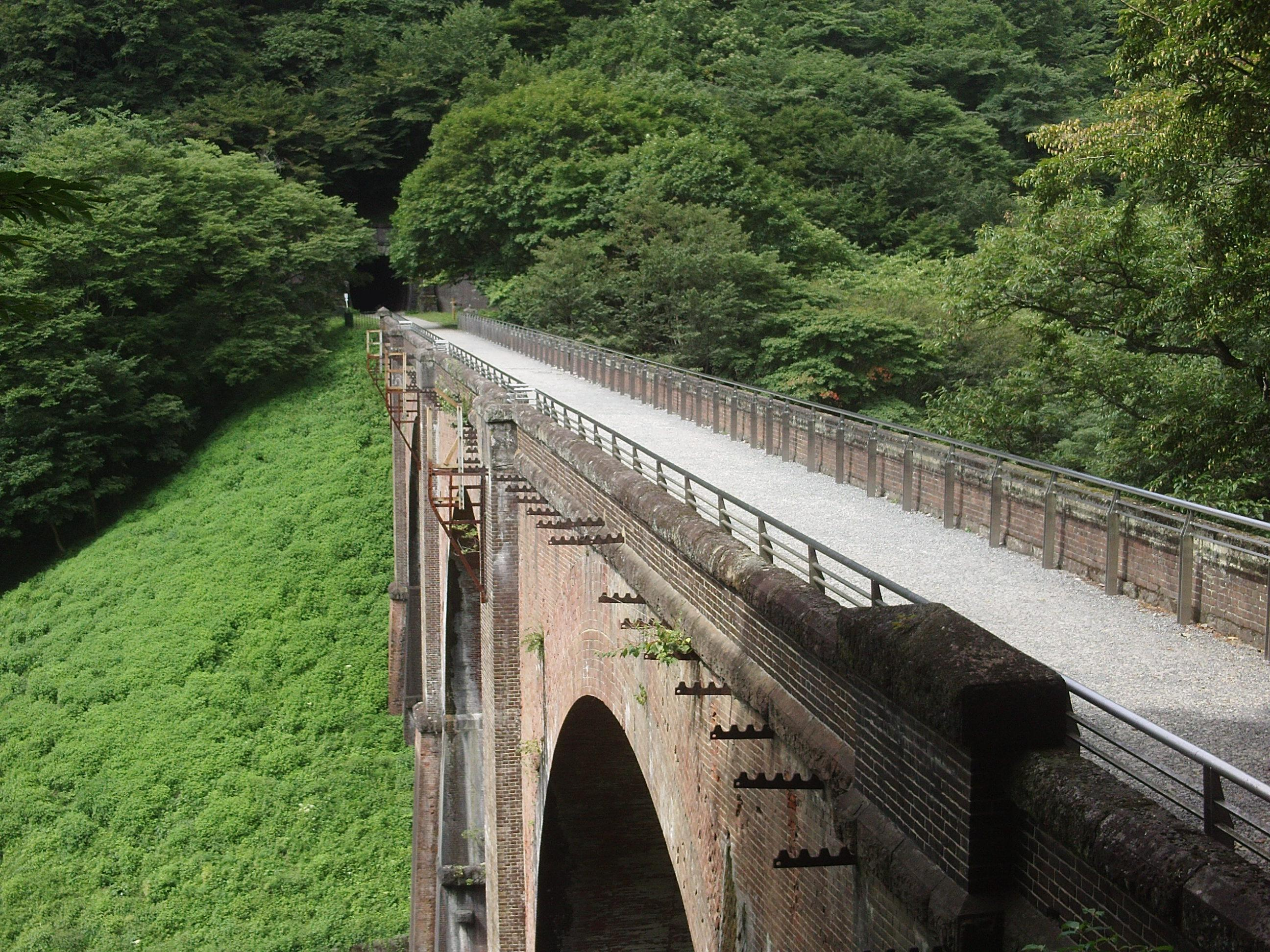
碓氷第三橋梁上。アプトの道。

碓氷第三橋梁（うすいだいさんきょうりょう）は、群馬県安中市松井田町坂本にある鉄道橋。一般には「めがね橋」という名称で知られている。信越本線の新線建設により廃止された。
碓氷川に架かる煉瓦造りの4連アーチ橋で、碓氷峠の代表的な建造物である。国鉄信越本線横川駅 - 軽井沢駅間の橋梁の一つで、同区間がアプト式鉄道時代に使われた。設計者は、1882年（明治15年）に鉄道作業局技師長としてイギリスから日本に招聘されたイギリス人技師のパウナル (Charles Assheton Whately Pownall)と古川晴一。

## 歴史
1891年（明治24年）着工。高崎駅と直江津駅を結ぶ路線（後の信越本線）のうち、上述の区間だけが未開通だったため急ピッチで工事が進められ、1893年（明治26年）に竣工した。
もっとも開業直後から強度不足による変形が指摘され、これに伴い翌1894年（明治27年）に耐震補強名目で橋脚・アーチ部の双方に対する大掛かりな補強工事が実施された。
その後は信越本線の電化を経て1963年（昭和38年）に新線が建設され、アプト式鉄道が廃止されるまで使用された。全長91 m、川底からの高さ31 m、使用された煉瓦は約200万個に及ぶ。現存する煉瓦造りの橋の中では国内最大規模であり、1993年（平成5年）には「碓氷峠鉄道施設」として、他の 4 つの橋梁等とともに日本で初めて重要文化財に指定された。現在は横川駅からこの橋までの旧線跡が遊歩道「アプトの道」になり、橋上の手すりや国道18号へ通じる階段などが整備されている。また、2012年3月に碓氷第三橋梁～旧熊ノ平駅間1.2kmの延伸工事が完成し、4月1日から横川～熊ノ平間、全長5.9 kmとなった。
国際連合教育科学文化機関（ユネスコ）の世界遺産への登録を目指し、2006年（平成18年）に文化庁が世界遺産候補地を公募した際に名乗りを上げ、碓氷第三橋梁は富岡製糸場で生産された生糸を輸送した施設として構成資産候補に含まれ、翌2007年1月に「富岡製糸場と絹産業遺産群」として暫定リスト入りした。しかしその後、海外の研究者を交えての協議の中で最新の世界遺産の動向を鑑み、生糸輸送の貨物用より旅客輸送としての用途の方が強いことから、2013年の正式推薦を前に候補から除外された（富岡製糸場と絹産業遺産群としての世界遺産登録は翌2014年）。
富岡製糸場の世界遺産登録後に群馬県が県内の絹産業関連文化財を「ぐんま絹遺産」として顕彰するようになり、「碓氷峠鉄道施設」として認定。
2024年（令和6年）になり、安中市が絹産業とは切り離し、独自に「碓氷峠鉄道施設群」として改めて世界遺産を目指す方針を明らかにした。

## アクセス
- JR 横川駅よりJRバス関東（碓氷旧道めがね橋経由）軽井沢駅行き　約13分・「めがね橋」バス停下車。※季節運行につき運転日に注意
- JR横川駅より「アプトの道」経由で徒歩約1時間

## ギャラリー

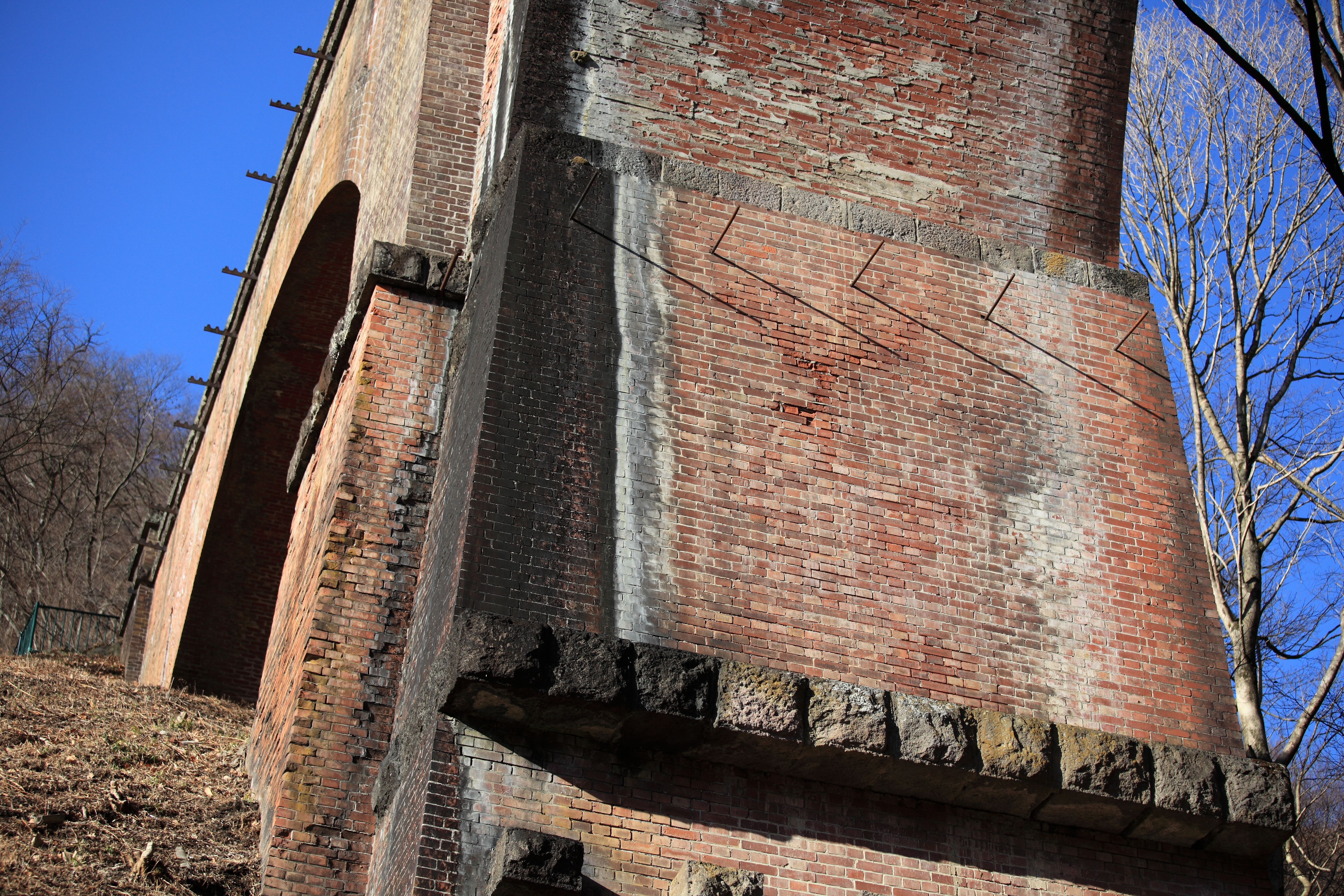
めがね橋の橋脚アップ
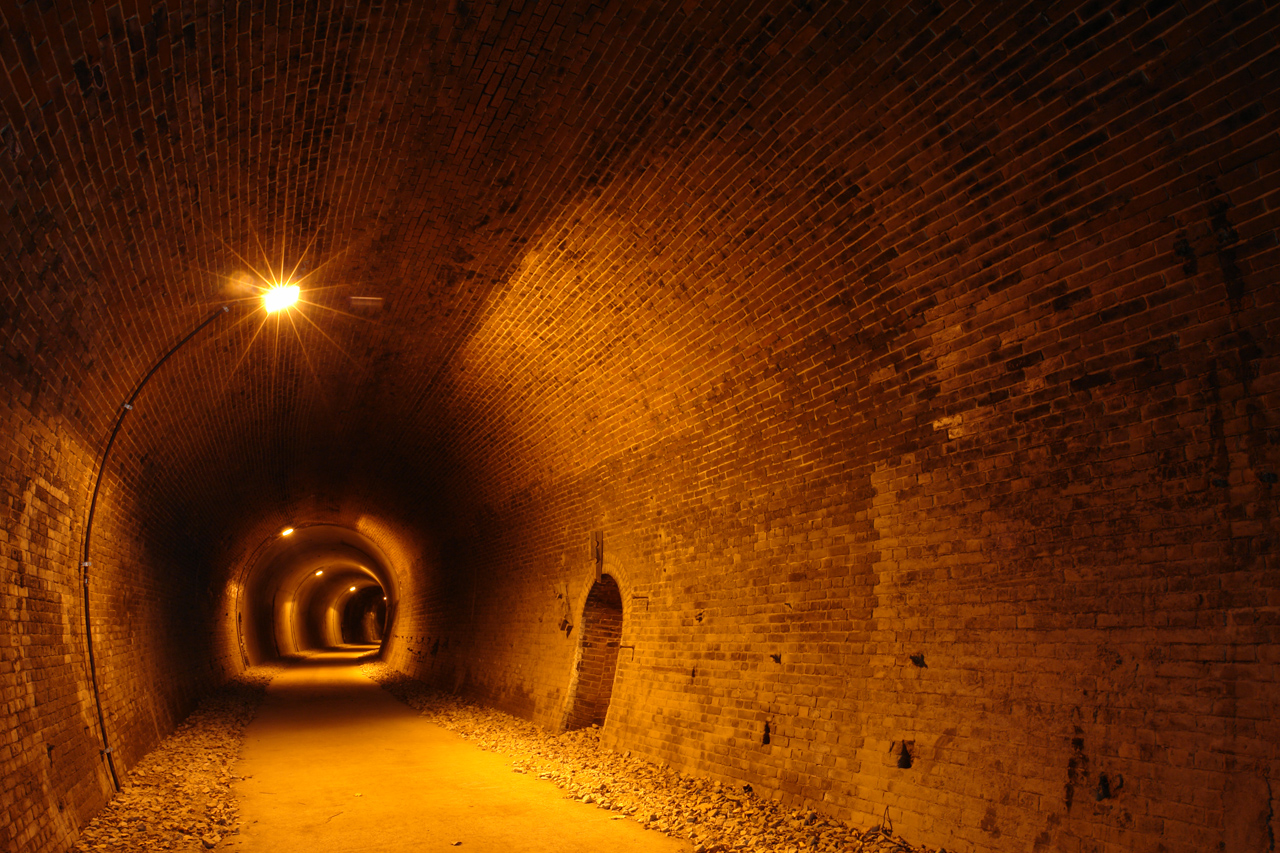
隣接のトンネル内部

現役時代から、落書きがレンガの橋脚に彫り込まれる悪戯が多発している。